# Camille Pagé
Pour les articles homonymes, voir Pagé.
 (juin 2012).
Si vous disposez d'ouvrages ou d'articles de référence ou si vous connaissez des sites web de qualité traitant du thème abordé ici, merci de compléter l'article en donnant les références utiles à sa vérifiabilité et en les liant à la section « Notes et références ».
Camille Pagé, né à Châtellerault le 20 octobre 1844 et mort à Naintré le 22 juillet 1917[réf. nécessaire], est un historien de l'histoire de la coutellerie.

## Biographie
Issu d’une famille de couteliers, et après des études au collège de Châtellerault, il devient directeur de la manufacture de coutellerie à Domine (Commune de Naintré, près de Châtellerault). En 1881, il est nommé conseiller municipal de Naintré. Puis de 1889 à 1919 il occupe le poste de maire de Naintré. En septembre 1891, il reçoit les palmes d'officier d'académie des mains de Sadi Carnot de passage à Châtellerault[réf. nécessaire].
Une avenue à Châtellerault a été baptisée de son nom en son honneur ainsi qu'une salle polyvalente & centre culturel (12 avenue Camille-Pagé à Châtellerault).

## Publications
- Monographie du collège de Châtellerault, Châtellerault, impr. de Rivière , 1902.
- Les Obsèques et le monument de l'adjudant Réau à Naintré (Vienne), 29 septembre 1909-2 octobre 1910, Châtellerault, impr. de Rivière , 1910.
- Conférence sur le vieux Poitiers (16 mai 1909 au groupe châtelleraudais des "Annales"), Châtellerault, impr. de Rivière , 1911.
- La coutellerie depuis l'origine jusqu'à nos jours. La fabrication ancienne & moderne, Châtellerault, impr. H. Rivière , 1896-1904, 6 volumes :
  - Tome I. 1re et 2e parties : Coutellerie ancienne
  - Tome II. 3e partie : Coutellerie moderne
  - Tome III. 4e partie: La fabrication de la coutellerie
  - Tome IV. 4e partie (suite) : Le commerce de la coutellerie, les ouvriers couteliers
  - Tome V. 5e partie : La coutellerie étrangère : Océanie, Amérique, Afrique, Asie
  - Tome VI. 5e partie (suite) : La coutellerie étrangère : Europe.

- Ouvrages en collaboration :
  - Gustave Marmuse et Camille Pagé, Musée rétrospectif de la classe 93 : coutellerie (matériel, procédés et produits), à l'Exposition universelle internationale de 1900, à Paris  / rapport du Comité d'installation, Saint-Cloud, impr. Belin frères, [1902].